# 2016年夏季奧林匹克運動會閉幕式
2016年夏季奧林匹克運動會閉幕典禮于8月21日在巴西里约热内卢马拉卡纳体育场举行。典礼于当地时间20:00（UTC-3）开始。

## 交接旗帜
在降奥林匹克旗、升希臘國旗、升日本國旗後，由里約市長愛德華多·帕埃斯（Eduardo Paes）將會旗交接到身穿和服的東京都知事小池百合子手上，並演唱日本國歌《君之代》。2020年夏季奥林匹克运动会主办城市日本东京也在本届闭幕典礼中举行8分钟的表演，影片中包括東京的各處地標，以及《足球小將翼》、《哆啦A夢》、《Hello Kitty》、《小精靈》以及《瑪利歐》等日本知名漫畫、遊戲角色；最後由哆啦A夢從四次元口袋拿出瑪利歐的水管、讓由時任日本首相安倍晉三扮演的瑪利歐從東京直達巴西。

### 創作團隊
- 總導演・舞蹈編排 — MIKIKO（Perfume・BABYMETAL編舞師）
- 音樂監督 — 椎名林檎
- 創意總監 — 佐々木宏・菅野薫[3]

## 熄滅聖火
在薩爾瓦多出身的歌手Mariene de Castro演唱歌曲時，聖火台上的聖火由上方的灑水裝置熄滅。